# Madisonville (Tennessee)
Madisonville is een plaats (town) in de Amerikaanse staat Tennessee, en valt bestuurlijk gezien onder Monroe County.

## Demografie
Bij de volkstelling in 2000 werd het aantal inwoners vastgesteld op 3939.
In 2006 is het aantal inwoners door het United States Census Bureau geschat op 4464, een stijging van 525 (13,3%).

## Geografie
Volgens het United States Census Bureau beslaat de plaats een oppervlakte van
15,1 km², geheel bestaande uit land. Madisonville ligt op ongeveer 250 m boven zeeniveau.

## Plaatsen in de nabije omgeving
De onderstaande figuur toont nabijgelegen plaatsen in een straal van 20 km rond Madisonville.